# Сан-Николо-ди-Комелико
Сан-Николо-ди-Комелико (итал. San Nicolò di Comelico) — коммуна в Италии, располагается в провинции Беллуно области Венеция.
Население составляет 405 человек (2008 г.), плотность населения составляет 17 чел./км². Занимает площадь 24 км². Почтовый индекс — 32040. Телефонный код — 0435.
Покровителем коммуны почитается святитель Николай Мирликийский, празднование 6 декабря.

## Демография
Динамика населения:

## Администрация коммуны
- Официальный сайт: